# Karl Adamek

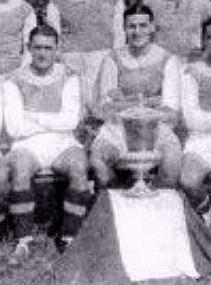
Karl Adamek (links) 1933 beim FK Austria Wien.

Karl „Waschi“ Adamek  (* 23. Juli 1910 in Wien; † 8. Jänner 2000 ebenda) war ein österreichischer Fußballspieler auf der Position eines Verteidigers und später international anerkannter Fußballtrainer. Als Nationalspieler absolvierte er unter anderem ein Spiel für das legendäre Wunderteam und feierte zwei Erfolge im Mitropapokal mit der Wiener Austria. Sowohl auf dem Fußballfeld als auch privat zählte er zu den besten Freunden der österreichischen Fußballlegende Matthias Sindelar. Seinen Spitznamen „Waschi“ verdankte er seinen etwas zu groß geratenen Ohren (wienerisch „Ohrwascheln“), die er, ähnlich wie der Filmschauspieler und ehemalige Schwimmer Gunther Philipp, mächtig bewegen konnte und dies bei jeder sich bietenden Gelegenheit auch vorführte.

## Herkunft
Karl Adamek wurde am 23. Juli 1910 als Sohn des damaligen Hilfsarbeiters Franz Adamek (* 9. April 1873 in Neuhof bei Hranice; zuständig nach Kateřinitz) und dessen Ehefrau Anna (geborene Sedlaček; * 22. Juli 1878 in Modrá) geboren und am 31. Juli 1910 auf den Namen Karl getauft. Die Eltern hatten am 6. Oktober 1902 geheiratet und bewohnten zum Zeitpunkt der Geburt ihres Sohnes den damals noch bestehenden Altbau in der Burghardtgasse 30 in Wien-Brigittenau.

## Debüt im Nationalteam und erster Mitropacupsieg
Karl Adamek begann seine Karriere als Fußballspieler beim Brigittenauer AC und wechselte 1929 für zwei Jahre zum bekannten Wiener AC. Nach einer kurzen Station in Floridsdorf kehrte er wieder zu den Brigittenauern zurück, um nach der Saison 1931/32 zu Austria Wien zu wechseln, wo er in der kurzen Zeit, die er bei diesem Verein war, seine ersten großen Erfolge feierte. Als Austrianer absolvierte er sein erstes Länderspiel, das noch in die Ära des Wunderteams fiel. Beim 4:3-Auswärtssieg gegen Schweden am 17. Juli 1932 stellte er gemeinsam mit seinen Klubkollegen Karl Graf und Walter Nausch die Abwehr. Mit der Wiener Austria blieb er 1933 im Pokalbewerb – wenngleich er auch im Finalspiel nicht eingesetzt wurde – erfolgreich und gewann mit den Violetten erstmals den Mitropapokal mit einem 1:2 in Mailand und einem 2:1 in Wien gegen AS Ambrosiana, wobei er damals jedoch noch als Wechselspieler für Karl Gall aufs Feld geschickt wurde. Im Winter 1933 verließ Adamek die Wiener und spielte fortan für knapp eineinhalb Jahre im französischen Le Havre für den dortigen Zweitdivisionär. Der österreichische Fußball war damals in Frankreich sehr hoch angesehen, weshalb es nicht verwundert, dass Mitte der 1930er Jahre bis zur Annexion Österreichs rund 60 österreichische Fußballprofis in den beiden ersten französischen Ligen engagiert waren. Seine Länderspielkarriere wurde durch diesen Transfer jedoch unterbrochen, da im Ausland engagierte Fußballer zu jener Zeit äußerst selten für die Nationalmannschaft berücksichtigt wurden. Hingegen fand Adamek während seiner Zeit in Frankreich Berücksichtigung in der nordfranzösischen Regionalauswahl.

## Zweiter Erfolg im Mitropapokal und Kriegsjahre
Im Frühjahr 1935 kehrte er wieder zur Austria zurück und wurde mit den Veilchen noch im selben Jahr österreichischer Pokalsieger. Im Mitropacup scheiterte der Wiener im Juli 1935 mit seiner Mannschaft erst im Semifinale in zwei Spielen am Ferencvárosi FC mit 2:4 in Budapest und 3:2 in Wien, wobei Waschi Adamek im Retourspiel der Treffer zum 3:1-Zwischenstand gelang. Im Jahr darauf feierte er seine nächsten großen Erfolge mit dem Gewinn des österreichischen Cups und dem zweiten Erfolg im Mitropapokal mit der Wiener Austria gegen Sparta Prag (0:0 in Wien, 1:0 in Prag). 1937 belegte er mit der Austria (wie schon 10 Jahre zuvor mit dem Brigittenauer AC) den zweiten Platz in der Meisterschaft, ein Meistertitel blieb Karl Adamek allerdings während seiner Spielerlaufbahn verwehrt. In den Jahren 1936 und 1937 wurde er auch wieder in die österreichische Nationalmannschaft einberufen und absolvierte in diesem Zeitraum insgesamt sieben Länderspiele.
Während des Zweiten Weltkrieges spielte Adamek mit der Austria in der Gauliga Ostmark. In diesen Jahren konnte er aufgrund der Repressalien der Nationalsozialisten gegen die bis zu diesem Zeitpunkt unter jüdischer Führung stehende Austria einerseits sowie den durch die Einberufung der „deutschen“ Spieler in die Wehrmacht entstandenen Mangel an erfahrenen Kickern keine Erfolge mehr feiern. Bereits im September 1939 wurde er eingezogen, konnte ab Oktober aber wieder spielen, bis März 1940 regelmäßig. Danach bestritt er bis Juli 1941 nur einzelne Spiele, in der zweiten Jahreshälfte stand er wieder regelmäßig zur Verfügung. 1942 spielte er ab April, danach bis Ende 1943 nur bei einzelnen Spielen, ab 1944 wieder häufiger. Bevor er nach dem Spieljahr 1946/47 seine aktive Karriere beendete, feierte Waschi Adamek mit den Violetten noch seinen dritten Vizemeistertitel in der zweiten Nachkriegsmeisterschaft und letztmals den Einzug in das Pokalfinale, das jedoch mit 3:4 gegen den SC Wacker Wien verloren ging.

## Karriere als Trainer
Nach Beendigung seiner Spielerkarriere wandelte sich Karl Adamek zum erfolgreichen Trainer. In Schweden baute er von 1952 bis 1957 beim IFK Norrköping rund um die Brüder Nordahl eine Erfolgstruppe auf, die er zu drei nationalen Meistertiteln führte.
In Österreich trainierte er von 1957 bis 1958 die Austria.
Danach übernahm er in Italien den Zweitligaklub Atalanta Bergamo und führte ihn wieder in die erste Spielklasse. Dazu gibt es auch eine nette Anekdote rund um den größten Sohn Bergamos, Kardinal Angelo Giuseppe Roncalli, besser bekannt als Papst Johannes XXIII. Dieser, ein glühender Anhänger von Atalanta Bergamo, spielte in seiner Jugend selbst für den Verein und war 1959 über den Wiederaufstieg des Bergamasker Traditionsvereines derart erfreut, dass er den Wiener Trainer, den er besonders ins Herz geschlossen hatte, zu sich lud und ihm eine persönliche Erinnerungsmedaille überreichte.
Weitere Trainerstationen Adameks im Ausland waren Norwegen und die Schweiz. Seine nächste Station hatte Adamek bei Sturm Graz, mit denen er im Juli 1966 in die Staatsliga aufsteigen konnte, nachdem er den Verein im Jänner 1965 übernommen hatte. Zu Beginn der 1970er Jahre betreute er noch den SV Heid Stockerau.
Karl Adamek wurde am Wiener Zentralfriedhof bestattet.

## Stationen

### Spieler
- Brigittenauer AC (1927–1929)
- Wiener AC (1929–1931)
- Floridsdorfer AC (1931)
- Brigittenauer AC (1931–1932)
- FK Austria Wien (1932–1933)
- Le Havre AC (1933–1935, in der D2)
- Austria Wien (1935–1947)

### Trainer
- FC Biel (Schweiz, 1948–1949)
- IFK Norrköping (Schweden,  1950–53, 1955–57)
- FK Austria Wien (1957–1958)
- Atalanta Bergamo (Italien, 1958–1959)
- Örgryte IS (Schweden, 1960)
- SK Sturm Graz (1965–1966)
- SV Heid Stockerau

## Sportliche Erfolge

### Spieler
- 2 × Mitropacupsieger: 1933, 1936 (Austria Wien)
- 3 × Österreichischer Pokalsieger: 1923, 1935, 1936 (Austria Wien)
- 3 × Österreichischer Vizemeister: 1927 (BAC), 1937, 1946 (Austria)
- 1 × Österreichischer Pokalfinalist: 1947 (Austria)
- 8 Länderspiele für die Österreichische Fußballnationalmannschaft von 1932 bis 1937.

### Trainer
- 3 × Schwedischer Meister: 1952, 1956, 1957 (IFK Norrköping)
- 1 × Aufstieg in die Serie A: 1959 (Atalanta Bergamo)
- 1 × Aufstieg in die Nationalliga: 1966 (Sturm Graz)